# Srávaka
A srávaka (szanszkrit) vagy Szávaka (páli) fogalmat a dzsainizmusban és a buddhizmusban használják, melynek általános jelentése "tanítvány". A dzsainizmusban a srávaka bármely világi dzsaina követőre vonatkozhat, emiatt a kifejezést magára a dzsaina közösségre is szokták alkalmazni. A buddhizmusban olykor Gautama Buddha bizonyos tanítványaira szokták használni a kifejezést. A tanítványok közössége a szangha.

## Buddhizmus
A nikája buddhizmusban a szávaka (férfi) vagy száviká (női) az, aki elfogadja:
- Buddhát tanítójaként,[2]
- Buddha tanításait (a Dhamma),[3]
- Buddha magaviselettel kapcsolatos intelmeit (Öt fogadalom laikusoknak, Prátimoksa szerzeteseknek).[4]

A mahájána szövegekben a srávakákat (vagy arhatokat) a bodhiszattvákkal (szanszkrit; páli: bodhiszatta) összefüggésben szokták használni.

### Ki a tanítvány?
A páli kánonban a "tanítvány" a következő négy kategóriát jelentheti:
- szerzetesek (páli: bhikkhu)
- apácák (Pāli: bhikkhuni)
- világi férfiak (Pāli: upászaka)
- világi nők (Pāli: upásziká)

A buddhista szövegek az elért spirituális szinttől függően háromféle tanítványt különböztetnek meg:
- "fő tanítvány" (páli: aggaszávaka; szanszkrit: agrasrávaka):

a páli kánonban a fő tanítványok Száriputta (páli; szanszkrit: Sáriputra) és Mahámoggallána (páli; szanszkrit: Maudgaljájana).
- "nagy tanítvány" (páli: mahászávaka; szanszkrit: mahá-srávaka):

például Mahákasszapa (páli; szanszkrit: Mahákásjapa), Ánanda, Anuruddha és Mahákaccsána.
- "közönséges tanítvány" (páli: pakatiszávaka; szanszkrit: prakrtisrávaka):

közönséges tanítványok, a tanítványok többsége, akik nem érték el még a szotápanna tudatszintet sem.

### Árija-szávaka
A hagyományos páli szövegmagyarázatokban szerepel az árija-szávaka kifejezés, amely Buddha közvetlen tanítványaira vonatkozik.
A kánon olykor nyolcfajta tanítványt említ, amelyek négy párt alkotnak. A négy szint a következő:
- folyamba-lépő (páli: szotápatti)
- egyszer-visszatérő (páli: szakadágámitá)
- nem-visszatérő (páli: anágámitá)
- arahant (páli: arahatta)

Mind a négy szintnek megfelel egy-egy tanítvány: az, aki az ösvény szintjén halad (páli: magga); az, aki elérte a szint gyümölcsét (páli: phala). Az ösvényen utazó a maggattha és a gyümölcs elérője a phalattha.

### "Legjelesebb" tanítványok
A  AN 1.14 – "Etadaggavagga" szuttában Buddha 80 különböző kategóriát különböztet meg a legfőbb tanítványai között: 47 kategóriára osztja a szerzeteseket, 13-ra az apácákat és tíz-tízre a világi férfiakat és nőket.
|                      | Buddha legfőbb tanítványai (Az AN 1.14 alapján) |                        |                           |               |
| KATEGÓRIA            | SZERZETESEK                                     | APÁCÁK                 | VILÁGI FÉRFIAK            | VILÁGI NŐK    |
| Első                 | Kaundinja                                       | Mahá Padzsápatí Gótamí | —                         | —             |
| Hatalmas bölcsesség  | Száriputta                                      | Khéma, Bhadda Kaccsáná | —                         | —             |
| Fizikai erő          | Maudgaljájana                                   | Uppalavanná            | —                         | —             |
| Fegyelem             | Mahákásjapa                                     | Patácsára              | —                         | —             |
| Isteni szem          | Anuruddha                                       | Bakulá                 | —                         | —             |
| Tanítás / Tudás      | Mahákaccsána, Punna Mantániputta, Vangisza      | Dhammadinná            | Csitta (Maccsikaszandika) | Khuddzsuttará |
| Legkiválóbb laikusok | —                                               | —                      | Anáthapindika             | Visakhá       |
| Legelső mendékvétel  | —                                               | —                      | Tapussza, Bhallika        | Szudzsáta     |

## Dzsainizmus
A dzsainizmusban a srávaka (श्रावक) a világi dzsaina.

## Bibliográfia
- Acharya, Kala (2002). Buddhānusmṛti: A Glossary of Buddhist Terms. Mumbai, New Delhi:Somaiya Publications. ISBN 81-7039-246-2. – https://web.archive.org/web/20070717175756/http://ccbs.ntu.edu.tw/DBLM/resource/ebooks/102946/102946.htm
- Bodhi, Bhikkhu (ford.) (2000). The Connected Discourses of the Buddha: A Translation of the Samyutta Nikaya.  Boston: Wisdom Publications. ISBN 0-86171-331-1
- Bodhi, Bhikkhu (szerk.) (2005). In the Buddha's Words: An Anthology of Discourses from the Pāli Canon.Boston: Wisdom Pubs. ISBN 0-86171-491-1
- Buddhagósza, Bhadantācariya és Bhikkhu Ñāṇamoli (ford.) (1999). The Path of Purification: Visuddhimagga. Seattle, WA: BPS Pariyatti Editions. ISBN 1-928706-00-2
- Indaratana Maha Thera, Elgiriye (2002). Vandana: The Album of Pali Devotional Chanting and Hymns. Penang, Malaysia:Mahindarama Dhamma Publication. – http://www.buddhanet.net/pdf_file/vandana02.pdf
- Nyanaponika Thera, Hellmuth Hecker & Bhikkhu Bodhi (szerk.) (2003). Great Disciples of the Buddha: Their lives, their works, their legacy. Somerville, MA: Wisdom Publications. ISBN 0-86171-381-8
- Nyanatiloka Mahathera (4. kiadás, 1980). Buddhist Dictionary: Manual of Buddhist Terms and Doctrines. Kandy, Sri Lanka: Buddhist Publication Society . ISBN 955-24-0019-8 – http://www.budsas.org/ebud/bud-dict/dic_idx.htm
- Pali Text Society (PTS) (1921–1925). The Pali Text Society's Pali-English dictionary. London: Chipstead – http://dsal.uchicago.edu/dictionaries/pali/
- Prayudh Payutto (1986). Sangha: The Ideal World Community – Az 1986-os Világ Buddhista Szangha 4. Nemzetközi Kongresszusán elhangzott előadás, Bangkok – http://www.saigon.com/~anson/ebud/ebdha062.htm Archiválva 2012. február 13-i dátummal a Wayback Machine-ben
- Thánisszaró Bhikkhu (ford., 2006a). Metta Sutta: Good Will (1) (AN 4.125) – http://www.accesstoinsight.org/tipitaka/an/an04/an04.125.than.html
- Thánisszaró Bhikkhu (ford., 2006b). Metta Sutta: Good Will (2) (AN 4.126) – http://www.accesstoinsight.org/tipitaka/an/an04/an04.126.than.html
- Thánisszaró Bhikkhu (ford., 1997). Sabbasava Sutta: All the Fermentations (MN 2) – http://www.accesstoinsight.org/tipitaka/mn/mn.002.than.html
- Uppalavanna, Sister (ford.) (n.d.-a). Aayācanāsuttam: Wishing (AN 4.18.6) – https://web.archive.org/web/20130320173601/http://metta.lk/tipitaka/2Sutta-Pitaka/4Anguttara-Nikaya/Anguttara2/4-catukkanipata/018-sacetaniyavaggo-e.html
- Uppalavanna, Sister (ford.) (n.d.-b). Etadaggavagga: These are the foremost (AN 1.14) – https://web.archive.org/web/20130320180406/http://metta.lk/tipitaka/2Sutta-Pitaka/4Anguttara-Nikaya/Anguttara1/1-ekanipata/014-Etadaggapali-p.html
- Webu Sayadaw & Roger Bischoff (ford.) (1995). "A Happiness that Ever Grows" in The Essential Practice (Part II).  – http://www.accesstoinsight.org/lib/authors/webu/wheel384.html#happy

## Külső hivatkozások
- Digital Dictionary of Buddhism[halott link] (log in with userID "guest")